# Museo di arte sacra (Mesagne)
Il Museo di Arte Sacra “Cavaliere – Argentiero” si trova a Mesagne nel Cinquecentesco Palazzo Cavaliere di proprietà del Monastero Benedettino di San Pietro in Ostuni. 

## Storia
Palazzo Cavaliere, un tempo appartenente alla famiglia De Angelis, è stato trasformato in Museo di Arte Sacra grazie alla collaborazione tra il Monastero Benedettino di San Pietro di Ostuni, la Parrocchia di Ognissanti di Mesagne e il Comune di Mesagne, con il sostegno finanziario della Regione. Questo museo rappresenta un punto di riferimento per la comunità locale, offrendo una ricca esposizione di opere d'arte sacra che testimoniano la profonda devozione e la storia religiosa del territorio. 

## Sale espositive
Il percorso espositivo inizia con la sala dedicata al Monastero di San Pietro, dove sono visibili argenti e paramenti liturgici, tra cui un crocifisso commissionato nel 1683 e una tela raffigurante la Madonna del Carmine. 
La successiva sala espone una selezione di argenti provenienti dal Capitolo di Mesagne e dal Monastero delle Benedettine di Ostuni, mettendo in evidenza principalmente la manifattura napoletana. Croci argentate, tabernacoli, calici, navicelle, cucchiaini, lampade, coppe, secchielli, aspersori, incensieri, navette, turiboli, ampollieri, anelli, vasetti, portella di tabernacoli, guantieri, vassoi, vasetti in argento fuso, sbalzato, cesellato o parzialmente dorato mostrano la maestria degli artigiani e la ricchezza della tradizione religiosa locale. 

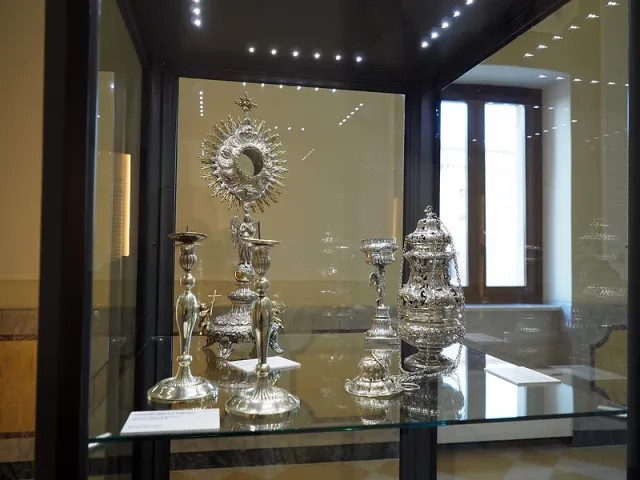
Sale espositive del Museo

Le stanze 3 e 4 sono dedicate al Capitolo Collegiale e i suoi preziosi paramenti sacri. Si tratta di una raccolta eterogenea che copre un arco cronologico che va dal XVI al XIX secolo di diverso valore e interesse. Tonacelle, piviali, conopei da tabernacoli, pianete, veli da calice, stole, manipoli, borse di vari tessuti con vari ordini, trame e disegni. In particolare il Parato di oro del Capitolo è costituito da una pianeta, due tonacelle, due stole, tre manipoli, velo calice, borsa, conopeo per tabernacolo, paliotto, piviale e velo omerale ed è in Gros de Tours di seta avorio ricamato in oro. È di manifattura napoletana della seconda metà del XVIII secolo. Motivo fondamentale è il pellicano, segno del Cristo che nell’Eucaristia si offre per la salvezza e il dono della vita eterna all’uomo.

La sala dei Legni dipinti ospita i tronetti per l'esposizione eucaristica laccati e dorati, come le palme d’altare, realizzati con evidente gusto scenografico con decorazioni vegetali. La panca qui esposta è di un ignoto artigiano meridionale del XVIII secolo e fa parte dell’arredo ecclesiastico della collegiata mesagnese probabilmente usata per far sedere i diaconi e l’officiante durante le celebrazioni solenni. La sala delle Benedettine è invece dedicata ai paliotti e paramenti sacri del monastero, con ricami che raffigurano San Benedetto, San Pietro e l’Immacolata Concezione, testimoniando la devozione e la spiritualità delle suore. 

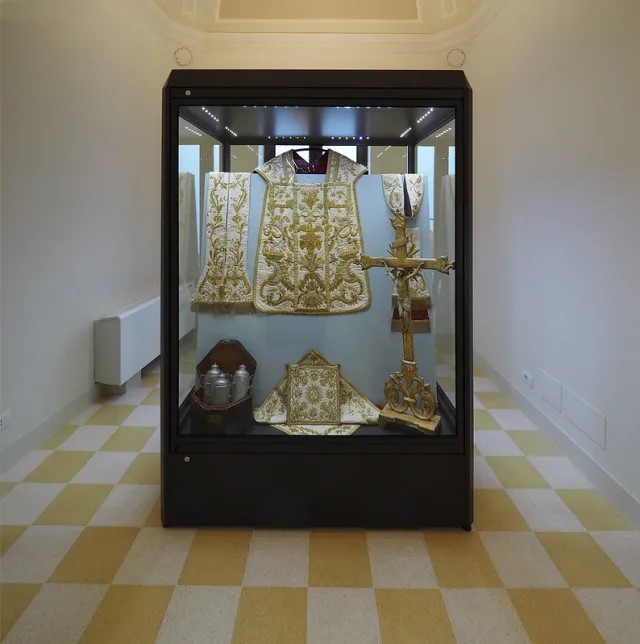
Devozione Mariana del Museo

Un'intera sezione è dedicata alla devozione mariana di Mesagne, che si celebra annualmente il 20 febbraio in onore della Madonna del Carmine, protettrice della città.
Una sezione speciale è quella poi del Monastero di Santa Maria della Luce di Mesagne, fondato nel XVI secolo e successivamente soppresso. Fu fondato nel 1581 dai coniugi Alfonso Caputo ed Aquila Giovannone e poi accresciuto dalla donazione di altri benefattori. Il 13 agosto del 1582 la costruzione del monastero fu ultimata e fu permesso l’ingresso del primo nucleo di ventitré religiose, guidate dalla badessa Angelica Azzolini, di nobile famiglia. Nel corso degli anni il monastero di Santa Maria della Luce fu ampliato e modificato. Con le leggi del 1866 sulla soppressione delle corporazioni religiose il Monastero di Santa Maria della Luce fu incamerato nel "Fondo per il Culto" e le monache nel 1906 furono definitivamente trasferite presso le benedettine di Ostuni.
Infine, il museo include una sala dedicata a don Saverio Martucci (1923-2009), sacerdote mesagnese, e la stanza in cui è conservato ed è consultabile l'Archivio Capitolare, che conserva documenti storici dalla dominazione spagnola alla caduta del Regno di Napoli, tra cui i rari catasti antichi del 1588 e del 1627. 